# Liste der Monuments historiques in Beaujeu-Saint-Vallier-Pierrejux-et-Quitteur
Die Liste der Monuments historiques in Beaujeu-Saint-Vallier-Pierrejux-et-Quitteur führt die Monuments historiques in der französischen Gemeinde Beaujeu-Saint-Vallier-Pierrejux-et-Quitteur auf.

## Liste der Immobilien
| Bezeichnung                       | Beschreibung                                                                                | Standort                                                  | Kennzeichnung | Schutzstatus | Datum | Bild           |
| --------------------------------- | ------------------------------------------------------------------------------------------- | --------------------------------------------------------- | ------------- | ------------ | ----- | -------------- |
| Château de Beaujeu                | Donjon der Burg des 12. Jahrhunderts                                                        | Beaujeu, nördlich des Ortes (Lage)                        | PA00102116    | Inscrit      | 1977  | weitere Bilder |
| Kirche Notre-Dame-de-l’Assomption | aus dem 12. und 13. Jahrhundert                                                             | Beaujeu, rue des Écoles (Lage)                            | PA00102117    | Classé       | 1913  | weitere Bilder |
| Rat- und Wachhaus                 | 1830 erbaut, Architekt Louis Moreau                                                         | Beaujeu, place de la Mairie (Lage)                        | PA00102118    | Inscrit      | 1979  | weitere Bilder |
| Forge de Beaujeu                  | Hüttenwerk, 1679 gegründet, Hochofengebäude von 1812, weitere Gebäude ungefähr gleichzeitig | Pierrejux, westlich des Ortes (Chemin de la Forge) (Lage) | PA70000024    | Inscrit      | 1998  |                |

## Liste der Objekte
| Bezeichnung                                                 | Beschreibung                                                | Standort                                                 | Kennzeichnung | Schutzstatus | Datum | Bild           |
| ----------------------------------------------------------- | ----------------------------------------------------------- | -------------------------------------------------------- | ------------- | ------------ | ----- | -------------- |
| Grabstein für Jehan Perrin                                  | Stein, bezeichnet 1417                                      | Beaujeu, in der Kirche Notre-Dame-de-l’Assomption (Lage) | PM70000104    | Classé       | 1912  |                |
| Kirchenfenster Mariä Verkündigung                           | Buntglas, bezeichnet 1481                                   | Beaujeu, in der Kirche Notre-Dame-de-l’Assomption (Lage) | PM70000106    | Classé       | 1912  | weitere Bilder |
| Grabstein für Jean de Beaujeu und seine drei Frauen         | Stein, bezeichnet 1400                                      | Beaujeu, in der Kirche Notre-Dame-de-l’Assomption (Lage) | PM70000103    | Classé       | 1912  |                |
| Grabstein für Jean II. de Beaujeu und seine Frau Mathieuote | Stein, bezeichnet 1419                                      | Beaujeu, in der Kirche Notre-Dame-de-l’Assomption (Lage) | PM70000105    | Classé       | 1912  |                |
| Glocke                                                      | Bronze, 1630 gegossen; im Feuerwehrgerätehaus deponiert (?) | Beaujeu, in der Kirche Notre-Dame-de-l’Assomption (Lage) | PM70000107    | Classé       | 1912  |                |
| Kelch und Patene                                            | Silber, vergoldet, um 1800                                  | Beaujeu, in der Kirche Notre-Dame-de-l’Assomption (Lage) | PM70000108    | Classé       | 1972  |                |
| Glocke                                                      | Bronze, 1683 gegossen                                       | Beaujeu, in der Kapelle Ste-Anne (Lage)                  | PM70000109    | Classé       | 1942  |                |
| Kruzifix                                                    | Holz, 16. oder 17. Jahrhundert                              | Beaujeu, in der Kirche Notre-Dame-de-l’Assomption (Lage) | PM70002036    | Inscrit      | 1994  |                |
| Gemälde Tod des heiligen Josef                              | Ölfarbe auf Leinwand, 19. Jahrhundert                       | Beaujeu, in der Kirche Notre-Dame-de-l’Assomption (Lage) | PM70002037    | Inscrit      | 1994  |                |